# Alabama Shakes
Alabama Shakes es un grupo estadounidense de southern rock y blues-rock, formado en Athens, Alabama en 2009.

## Historia
La banda se formó cuando la cantante/guitarrista Brittany Howard y el bajista Zac Cockrell comenzaron a reunirse después de la escuela a escribir canciones en la escuela secundaria en Athens, Alabama. Tocaban rock progresivo y otros géneros, pero pronto coincidieron en tocar roots rock. Invitaron al baterista Steve Johnson, quien trabajaba en la tienda de música local, para unirse a la banda y el trío pronto se fue a un estudio en Decatur, Alabama, para grabar algunas de las canciones que estaban escribiendo. El guitarrista Heath Fogg se unió a la banda después de escuchar el demo. A pesar de que habían estado trabajando en material original, siguieron grabando reversiones de James Brown, Otis Redding , AC/DC y otros para llenar un set de 45 minutos bajo el nombre de The Shakes. La banda más tarde agregó Alabama a su nombre para diferenciarse de otras bandas.

## Miembros
- Brittany Howard – voz, guitarra
- Heath Fogg – guitarra
- Zac Cockrell – bajo
- Steve Johnson – batería

## Discografía

### Álbumes
- 2012: Boys & Girls
- 2015: Sound & Color